# Władysław Kłosiński
Władysław Kłosiński (ur. 8 czerwca 1880 w Tarnowie, zm. 22 maja 1952 w Krakowie) – polski pedagog, autor elementarzy, podręczników nauczania początkowego i podręczników dla pedagogów, profesor pedagogiki oraz gry na skrzypcach.

## Życiorys
Po czteroletniej szkole powszechnej i czteroletniej szkole realnej oraz kursie przygotowawczym został przyjęty do seminarium nauczycielskiego w Krakowie, które ukończył w 1901. Następnie zatrudniony był w kilku krakowskich szkołach powszechnych i równocześnie kontynuował naukę w Krakowskim Konserwatorium Muzycznym (1898-1904) ze specjalnością gry na skrzypcach i śpiewu. Konserwatorium ukończył z oceną bardzo dobrą. W 1906 w Pradze zdał państwowy egzamin, uprawniający do nauczania muzyki. W 1912 jako ekstern zdał maturę gimnazjalną (przed komisją IV Gimnazjum Humanistycznego w Krakowie). W tym samym roku rozpoczął studia pedagogiczne na Wydziale Filozoficznym Uniwersytetu Jagiellońskiego, które przerwał w latach 1914-1915, gdyż zapisał się na Uniwersytet Karola w Pradze i korzystał jako słuchacz z wykładów pedagogicznych, psychologicznych i muzykologicznych. W 1913 roku został profesorem w prywatnym koedukacyjnym gimnazjum w Zakopanem. Powróciwszy do Krakowa, uzyskał w 1917 absolutorium na Uniwersytecie Jagiellońskim. W latach 1912–1918 doskonalił sztukę gry na skrzypcach w Wiedniu i w Pradze, czego efektem było zatrudnienie go w Krakowskim Konserwatorium Muzycznym na stanowisku profesora gry na skrzypcach. W 1919 decyzją Ministerstwa Wyznań Religijnych i Oświecenia Publicznego został skierowany do Zamościa celem współtworzenia tamtejszego seminarium nauczycielskiego. Jako jego profesor uczył pedagogiki, metodyki nauczania, śpiewu, gry na skrzypcach oraz, jako metodyk, prowadził lekcje pokazowe z klasami pierwszymi. W 1921 objął posadę profesora w Szkole Ćwiczeń przy Państwowym Męskim Seminarium Nauczycielskim im. Grzegorza Piramowicza w Krakowie. Po likwidacji Seminarium w 1936, kontynuował pracę w Szkole Ćwiczeń przy nowo powstałym Pedagogium jako metodyk i prowadził lekcje pokazowe z klasami pierwszymi.
Po zamknięciu szkolnictwa wyższego przez władze okupacyjne w 1939, podjął pracę w Szkole Podstawowej im. Karola Chodkiewicza przy ul. Żółkiewskiego na krakowskich Grzegórzkach. Udzielał się także aktywnie w tajnym nauczaniu. W 1940 roku opatentował przyrząd do nauki rachunków. W 1943 przeszedł na emeryturę, ale po wojnie nauczał jeszcze w Liceum Pedagogicznym w Krakowie. Zmarł 22 maja 1952 w krakowskim Szpitalu Bonifratrów na sepsę, spowodowaną złamaniem nogi przy upadku z konia trzy lata wcześniej. Pochowany na cmentarzu Rakowickim w Krakowie.
6 listopada 2024 roku, uchwałą Rady Miasta Krakowa, imię Władysława Kłosińskiego nadano ulicy łączącej ul. płk. Francesco Nullo z ul. Cystersów.
Rodzina: żona Wanda (nauczycielka), córka Zofia, synowie Bronisław i Zbigniew.

## Poglądy pedagogiczne
Duży nacisk kładł na osobiste walory charakteru nauczyciela. Twierdził, że dzieci wrodzoną intuicją odrzucą nauki i wychowanie od osoby, która sama głoszonych cnót nie posiada. Ponadto uważał, że pedagog nie może czekać posągowo na pytania od dzieci, ale powinien przejawiać w kontaktach z nimi aktywność. W szerszym sensie o roli pedagogów wyraził się: „Nauczyciel Polak ma pamiętać o tem, że im więcej nasz Naród będzie miał inteligentnych, świadomych celu, gorliwych, pracowitych nauczycieli – wychowawców, takich artystów, twórców, rzeźbiarzy duszy dziecka, tem pewniej będzie Naród wywiedziony z ciemnoty i upadku, a tem samem będzie mieć zapewnioną szczęśliwą przyszłość”.

## Wybrane publikacje
- Teorya muzyki poglądowo przedstawiona, Kraków 1910 (nakładem autora);
- I rok nauki szkolnej: przewodnik metodyczny dla nauczycieli dostosowany do postulatów nowoczesnej pedagogiki oraz wprowadzający nową metodę dźwiękową w nauce czytania, Warszawa 1919;
- Elementarz i rachunki dla klasy pierwszej, Kraków 1922;
- Pierwszy rok nauki szkolnej: przewodnik metodyczny, Warszawa 1929;
- Drugi rok nauki szkolnej: przewodnik metodyczny dla nauczycieli dostosowany do postulatów nowoczesnej pedagogiki, Kraków 1933;
- Rachunki dla klasy pierwszej szkoły powszechnej, Kraków 1935;
- Elementarz dla klasy pierwszej, Kraków 1936;
- Elementarz w obrazkach, Kraków 1946 (współautorka Cecylia Stryjeńska-Taranczewska);
- Moje abecadło, Kraków 1946 (praca zbiorowa);